# Kathedrale von Nantes

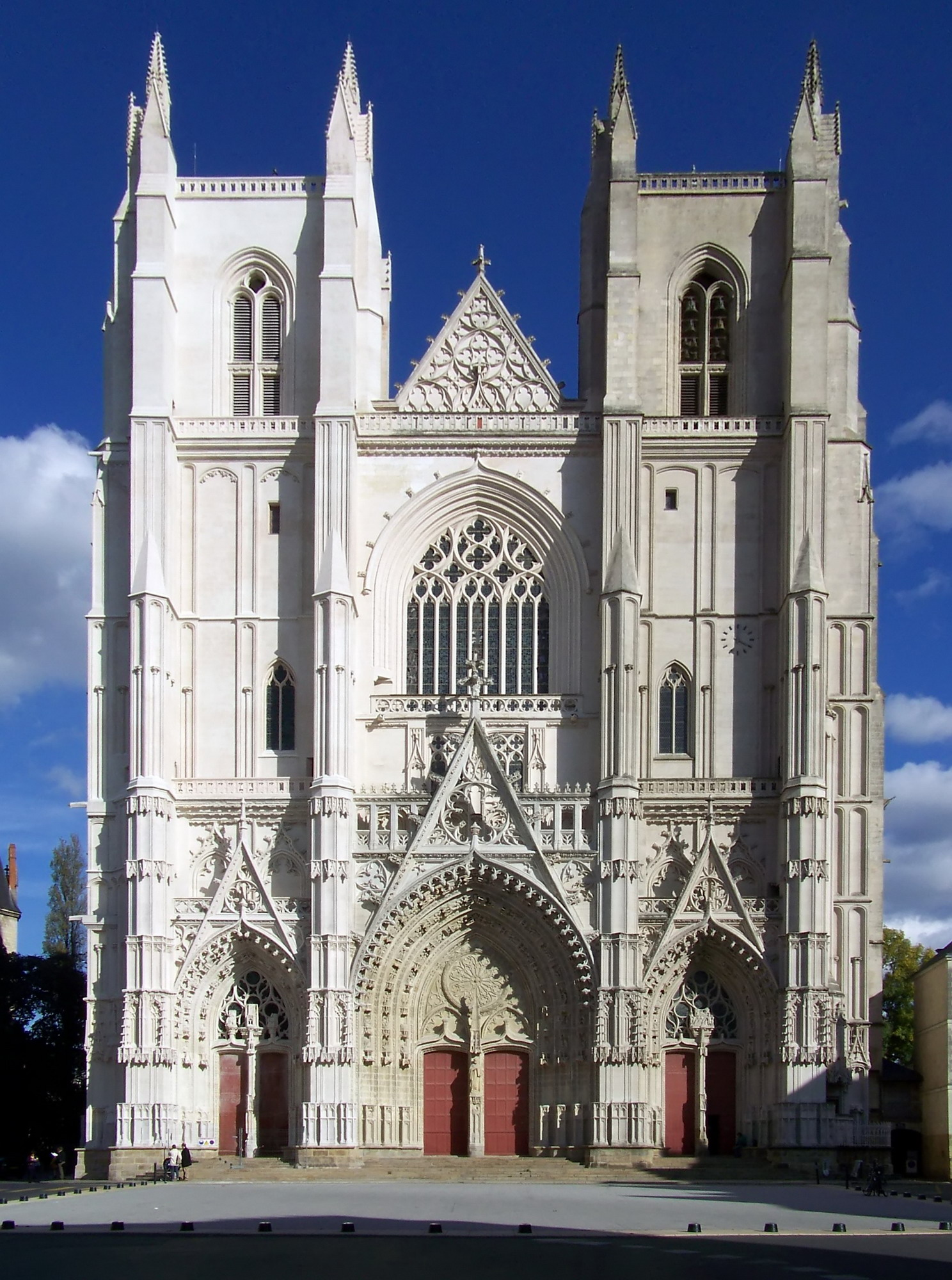
Hauptfassade

Die Kathedrale von Nantes (französisch Cathédrale Saint-Pierre-et-Saint-Paul) ist trägt das Doppelpatrozinium Peter und Paul. Sie ist Kathedralkirche des Bischofs von Nantes.

## Geschichte

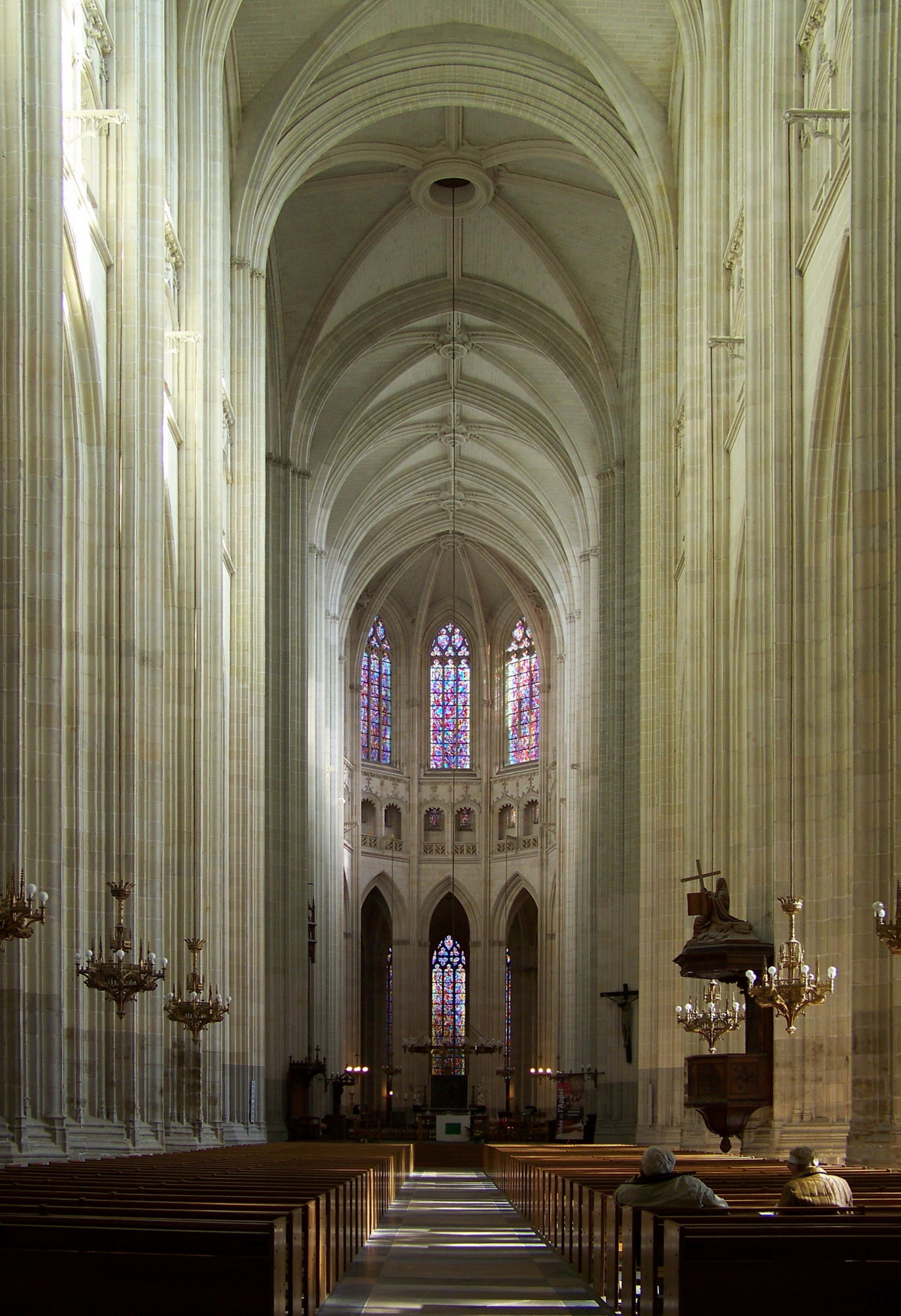
Mittelschiff zum Chor; achtrippige Gewölbe als Nachklang der Angevinischen Gotik

Der erste echte Kathedralenbau in Nantes entstand ab dem Jahr 527, vollendet wurde er 549. Dieser Bau wurde bei mehreren Einfällen der Normannen, die vom Atlantik aus die Loire hinauf fuhren, zwischen 843 und 919 so stark beschädigt, dass 940, als die Bretagne von den Normannen befreit wurde, nur noch Ruinen vorhanden waren. Unter Bischof Benedikt von Cornouailles (1079–1112) wurde ein Neubau ausgeführt, der die typischen Merkmale der Romanik Westfrankreichs aufwies (Kuppeln im Mittelschiff, Tonnengewölbe in den Seitenschiffen).
Mit dem Bau der gotischen Kathedrale wurde am 14. April 1434 begonnen. Er wurde nicht zuletzt dadurch ermöglicht, dass der bretonische Herzog Johannes V. sich im Hundertjährigen Krieg relativ neutral halten konnte. Er war es auch, der den Grundstein legte. Der Name des ersten Baumeisters ist ebenfalls bekannt: Wilhelm von Dommartin-sur-Yèvre. Anders als üblich, wurde in Nantes der Bau der Kathedrale mit der Westfassade begonnen. Die beiden Türme mit quadratischem Grundriss öffnen sich mit großen Doppelportalen auch zu den Flanken (Norden und Süden) hin. Gegen Ende des Jahrhunderts dürfte die Fassade weitgehend fertiggestellt gewesen sein, allerdings wurden, wie fast an allen gotischen Kathedralen Frankreichs, die Türme nicht vollendet (Glocken 1506). Gleichzeitig arbeitete man bereits an den Langhauskapellen und den Seitenschiffen. Geweiht wurde das gotische Langhaus aber erst 1577, allerdings noch ohne Gewölbe. (Zum Vergleich: Bereits 1564 war Michelangelo gestorben, der Schöpfer z. B. der Kuppel der römischen Peterskirche, welche schon die Hochrenaissance überschritt.)
1627 wurden die Bauarbeiten nach längerer Unterbrechung wieder aufgenommen. Die Einwölbung des Langhaus-Mittelschiffs dauerte von 1627 bis 1629, das südliche Querhaus wurde 1631 bis 1637 vollendet und der Bau der südlichen Chor-Seitenschiffe ging 1650 bis 1668 vonstatten. In diesem Zustand und mit dem nach wie vor vorhandenen romanischen Chor (dieser wurde 1615–1618 durch eine Art Triumphbogen in barocken Formen mit dem Langhaus verbunden) blieb die Architektur bis ins 19. Jahrhundert hinein weitgehend unverändert.
Das Schicksal der Kathedrale in der Französischen Revolution war typisch für die Zeit. Große Teile der Ausstattung und Glasfenster wurden zerstört, das Gebäude wurde als Pferdestall und Magazin verwendet. Als Kirche wieder in Benutzung genommen wurde das Bauwerk nach dem Konkordat Napoleons vom August 1800, was es vor dem Verfall bewahrte, da damit der Unterhalt durch den Staat gewährleistet war. Seit 1834 gab es Bestrebungen, das noch immer romanische nördliche Querhaus durch eine Nachahmung des südlichen zu ersetzen. Die damit verbundenen Überlegungen führten schließlich dazu, eine völlige Vollendung im gotischen Stil in Angriff zu nehmen. In diesem Zug wurde 1840 bis 1849 das nördliche Querhaus umgestaltet, 1845 bis 1865 eine neue Krypta um die romanische herumgebaut und der Chor mit Umgang und Kapellenkranz (fünf Kapellen) in Angriff genommen. Bis 1891 schließlich wurden der Chor und die Vierung vollendet. Am ersten Weihnachtstag 1891 weihte Bischof Jules-François Le Coq die vollendete Kathedrale.
Am 15. Juni 1944 zerstörten alliierte Bomben Teile des Chores und die Sakristei. Die Wiederherstellung schleppte sich wegen ungeklärter Finanzierungsfragen die nächsten Jahrzehnte dahin und wurde nicht zu einem wirklichen Abschluss gebracht. Am 28. Januar 1972 brach ein durch Reparaturarbeiten verursachter Brand aus und vernichtete den hölzernen Dachstuhl. Einem Zusammenbruch hielt das Gewölbe jedoch stand. Im Zuge der Wiederherstellung, die sich bis 1985 hinzog und als die kompletteste Restaurierung einer französischen Kathedrale gelten kann, verschwanden auch die letzten Kriegsschäden.
Am 18. Juli 2020 brach gegen acht Uhr morgens im Innern der Kathedrale ein Brand aus. Der örtliche Staatsanwalt Pierre Sennès sagte im französischen Fernsehen, dass Feuer an drei Stellen in der Kirche ausgebrochen sei: im Bereich der Hauptorgel, auf der rechten Seite und auf der linken Seite des Kirchenschiffs. Die Hauptorgel aus dem 18. Jahrhundert wurde beim Brand komplett zerstört und Teile fielen in den Innenraum des Kirchenschiffs. Zudem wurden ein großes Buntglasfenster und weitere Fenster zerstört. Auch das Gemälde Saint-Clair guérissant les aveugles (Sankt Clarus heilt die Blinden), ein Meisterwerk von Hippolyte Flandrin aus dem Jahre 1836, verbrannte. Eine Woche nach dem Brand gestand Emmanuel Abayisenga, ein Flüchtling aus Ruanda, der seit vier Jahren in der Diözese ehrenamtlich tätig war, das Feuer gelegt zu haben. Am 9. August 2021 bekannte sich der Ruander auch zur Ermordung des katholischen Priesters Olivier Maire in Mortagne-sur-Sèvre (Vendée), der ihn beherbergt hatte. Der Innenminister Gérald Darmanin erklärte daraufhin, dass wenn sich jemand an einem christlichen Geistlichen (französisch homme d’Église) vergreift, vergreife man sich an der Seele Frankreichs. Der Täter sei 2012 in Frankreich illegal angekommen.

## Architektur

### Beschreibung

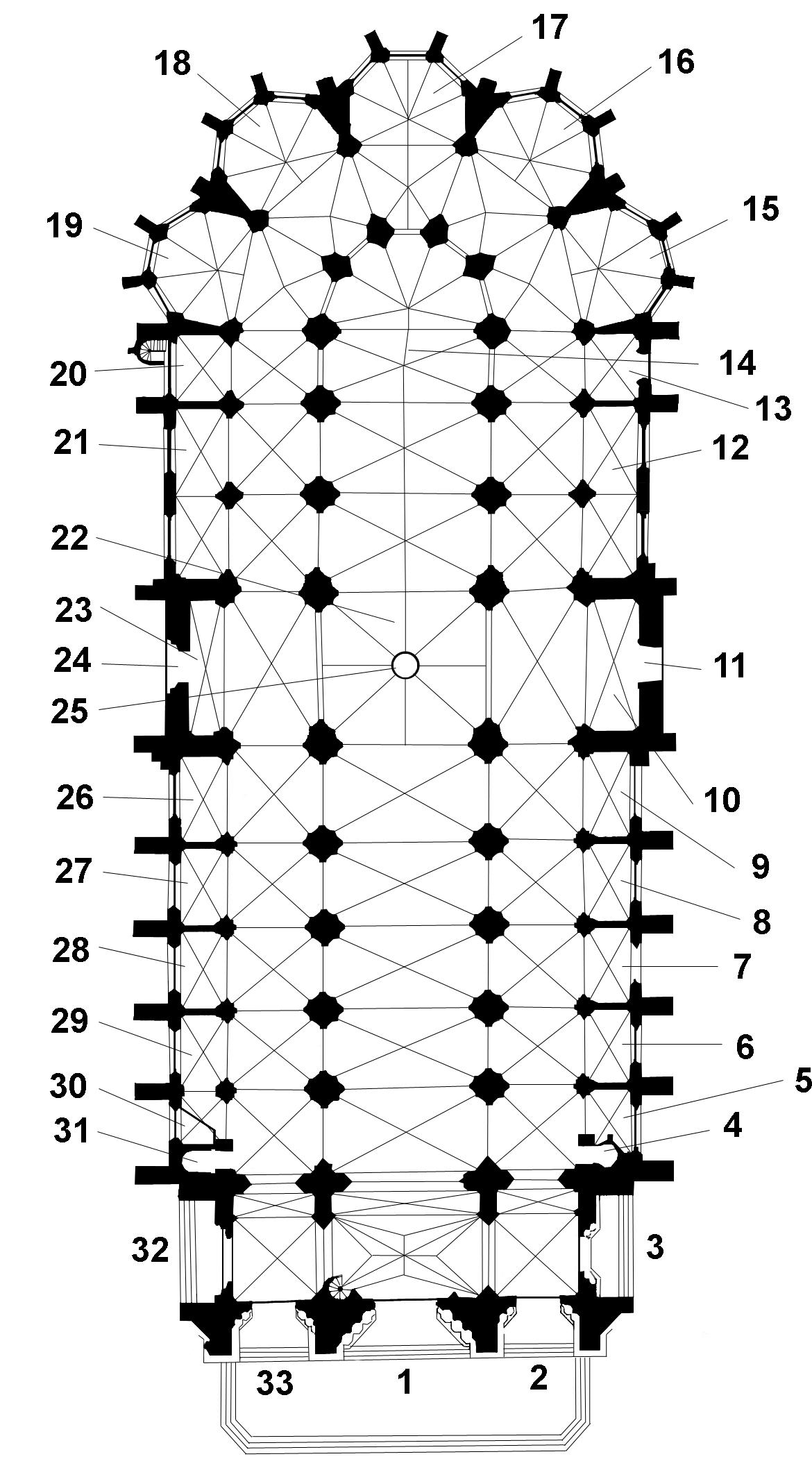
Der Grundriss der Kathedrale

Die Kathedrale von Nantes gehört nicht zu den bekanntesten ihrer Bauart in Frankreich. Dies hängt zum einen damit zusammen, dass sie deutlich außerhalb des klassischen Kathedralen-Gebietes liegt (Île de France, Picardie, Champagne), und zum zweiten daran, dass sie in einer Zeit entstanden ist, welche auch innerhalb der Kunstgeschichte wenig beachtet wird, der französischen Spätgotik, dem Flamboyant-Stil. Dennoch ist das Bauwerk in mehrerer Hinsicht beachtenswert und zählt zu den besten Werken dieser Zeit. Die Kathedrale von Nantes besitzt das nach den Kathedralen von Amiens, Beauvais und Metz höchste Gewölbe in Frankreich.
Formal greift die Architektur der Kathedrale Makroformen der klassischen Gotik der Île de France auf, führt sie aber in Formen der Spätgotik aus. Die stark profilierten Dienste gehen nahtlos, d. h. ohne Kapitell, in die sehr tiefen Gewölberippen über; an den mehrfach geschwungenen Sockeln münden sie in ein komplexes System von einzelnen und hierarchisch gegliederten Basen. Zahlreiche Schlusssteine sind kompliziert in Maßwerk und Skulptur des Flamboyant aufgelöst. Die in der Nachgotik (16. und 17. Jahrhundert) entstandenen Teile ordnen sich der gotischen Makrostruktur unter, ohne sich ihr genau anzupassen (dies sieht man insbesondere an den Südfassaden-Fenstern). Insgesamt ist der gewaltige Innenraum der Kathedrale ein sehr gutes Ensemble spät- und nachgotischer Architektur in Frankreich, insbesondere seit der ambitionierten Vollendung im 19. Jahrhundert und der grundlegenden Restaurierung in den siebziger und achtziger Jahren, die den Raum groß, harmonisch proportioniert und licht erscheinen lässt. Die Kathedrale von Nantes mit ihrer Baugeschichte relativiert außerdem (z. B. neben der von Orléans) die gängige Unterscheidung zwischen richtiger Gotik und falscher Neugotik.
Außergewöhnlich an der Fassade ist die Außenkanzel, die zur Predigt zu einer auf dem Vorplatz versammelten Menge angebracht wurde.

### Maße
- Außenlänge: 110 m
- Innenlänge: 102 m
- Lichte Weite des Mittelschiffs: 15 m
- Lichte Weite des Langhauses insgesamt: 39 m
- Höhe des Mittelschiffs innen: 38 m
- Turmhöhe: 63 m
- Breite der Westfassade: 43 m

## Ausstattung
- Hochaltar (ca. 1733) mit Marmorengeln von Sébastien Leysner von 1779
- Renaissance-Grabmal des Herzogs Franz II. und seiner Gemahlin Margarethe von Foix im südlichen Seitenschiff (bis zur Französischen Revolution in der Karmeliterkirche). Schwarzer und weißer Marmor, qualitätvolle Skulpturen der vier Tugenden, davon Prudentia janusköpfig.
- Grabmal Lamoricières von 1878 im nördlichen Seitenschiff

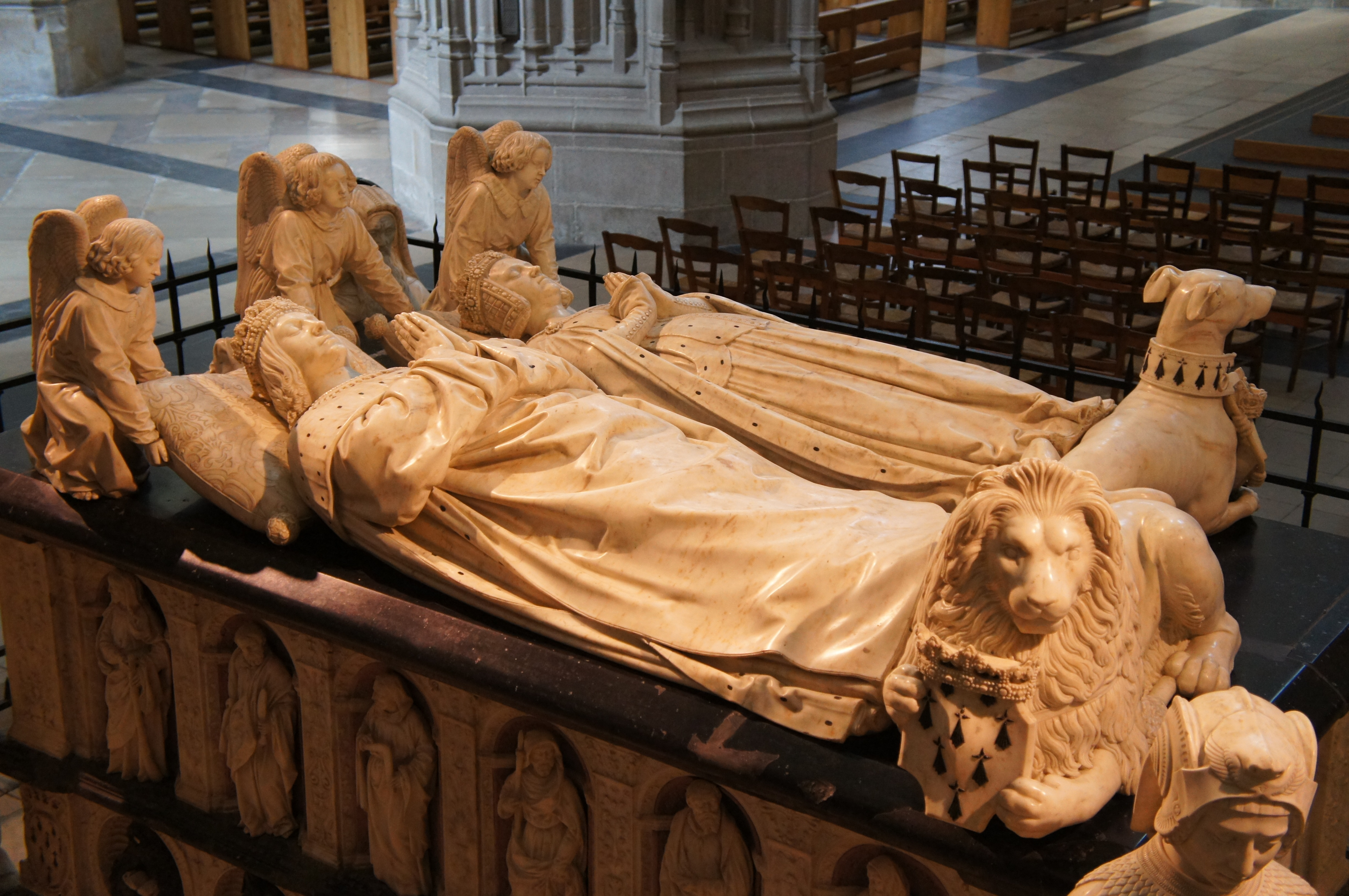
Grabmal von Franz II. und seiner Frau Margarethe von Foix
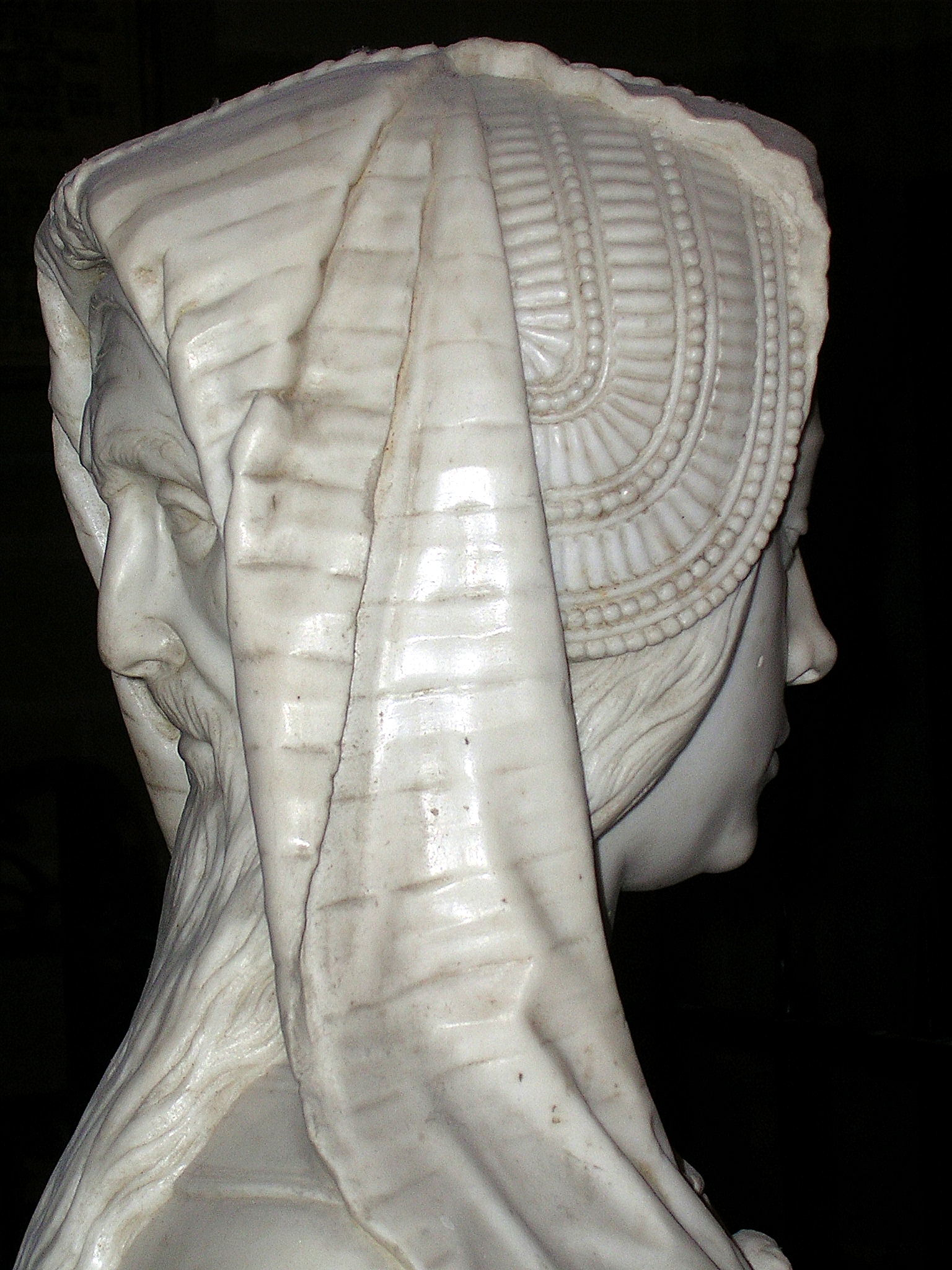
Janusköpfige Prudentia vom Grabmal Franz II. und seiner Frau
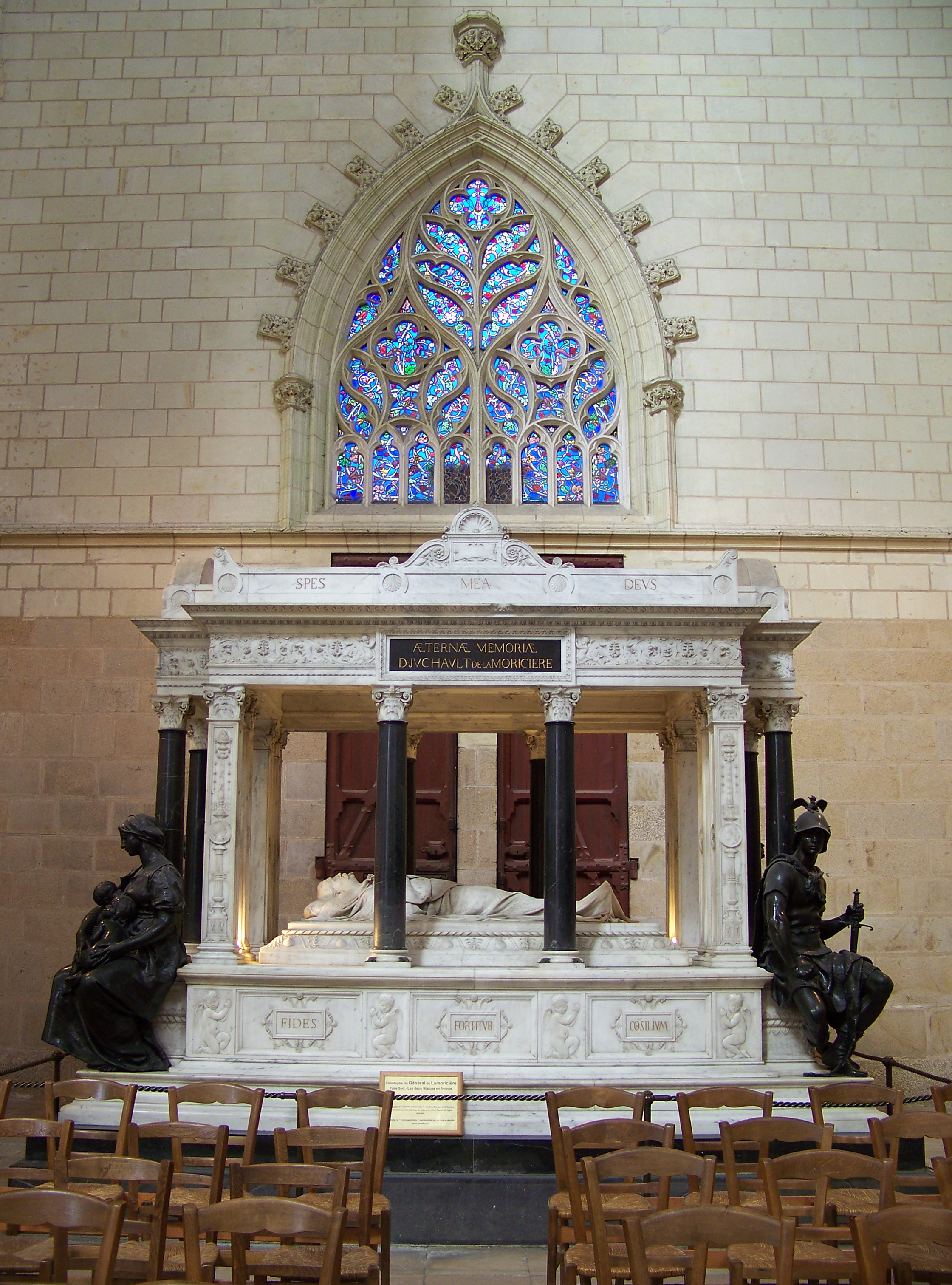
Grabmal von Lamoricière

## Glocken
Im Südturm der Kathedrale hängen acht Läuteglocken.
| Nr. | Name              | Gussjahr | Gießer                    | Durchmesser (mm) | Masse (kg) | Nominal |
| --- | ----------------- | -------- | ------------------------- | ---------------- | ---------- | ------- |
| 1   | Jeanne Antoinette | 1842/43  | Bollée Frères (Le Mans)   | 2040             | 5650       | fis0    |
| 2   | Françoise Thérèse | 1841     | Guillaume-Besson (Angers) | 1830             | 4010       | gis0    |
| 3   | Joséphine         | 1842/43  | Bollée Frères (Le Mans)   | 1610             | 2945       | ais0    |
| 4   | Julie Félicité    | 1841     | Guillaume-Besson (Angers) | 1570             | 2431       | h0      |
| 5   | Marie Françoise   | 1841     | Guillaume-Besson (Angers) | 1390             | 1675       | cis1    |
| 6   | Perrine Marie     | 1841     | Guillaume-Besson (Angers) | 1240             | 1200       | dis1    |
| 7   | Émilie            | 1841     | Guillaume-Besson (Angers) | 1110             | 870        | f1      |
| 8   | Louise            | 1841     | Guillaume-Besson (Angers) | 1030             | 690        | fis1    |

Außerdem hängt im Südturm ein Glockenspiel mit zwölf Glocken, welches 1843 durch die Glockengießer Bollée Frères aus Le Mans gegossen wurde.

## Bischöfe
Erster Bischof von Nantes war um 280 der Heilige Clarus, aktuell ist das Amt nicht besetzt. Letzter Bischof war von 2009 bis 2019 Jean-Paul James.